# أنطوان سيمنيو
أنطوان سيمنيو (مواليد 7 يناير 2000) هو لاعب كرة قدم غاني يلعب في مركز المهاجم في نادي بورنموث.

## روابط خارجية
- أنطوان سيمنيو على موقع قاعدة بيانات كرة القدم.إي يو (الإنجليزية)
- أنطوان سيمنيو على موقع ناشيونال فوتبول تيمز (الإنجليزية)
- أنطوان سيمنيو على موقع Soccerbase.com (لاعب) (الإنجليزية)
- أنطوان سيمنيو على موقع Soccerway.com (الإنجليزية)
- أنطوان سيمنيو على موقع عالم كرة القدم.نت (الإنجليزية)